# Mäsk

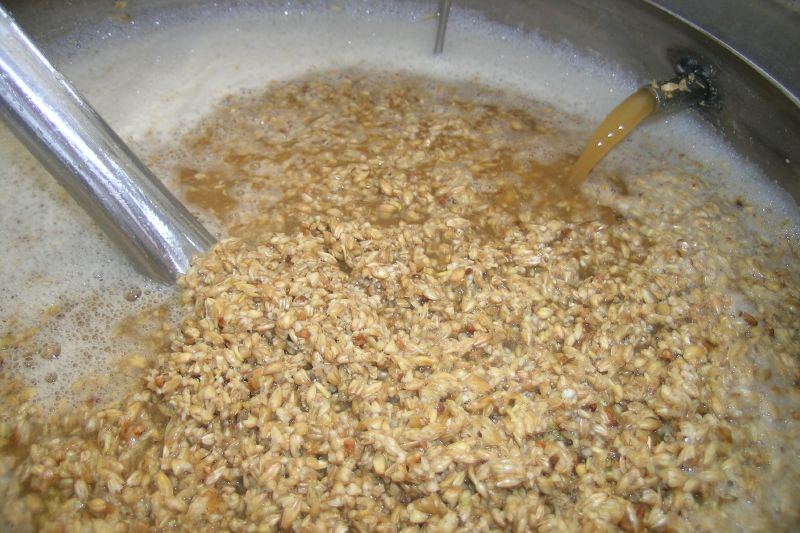
Mäsk.

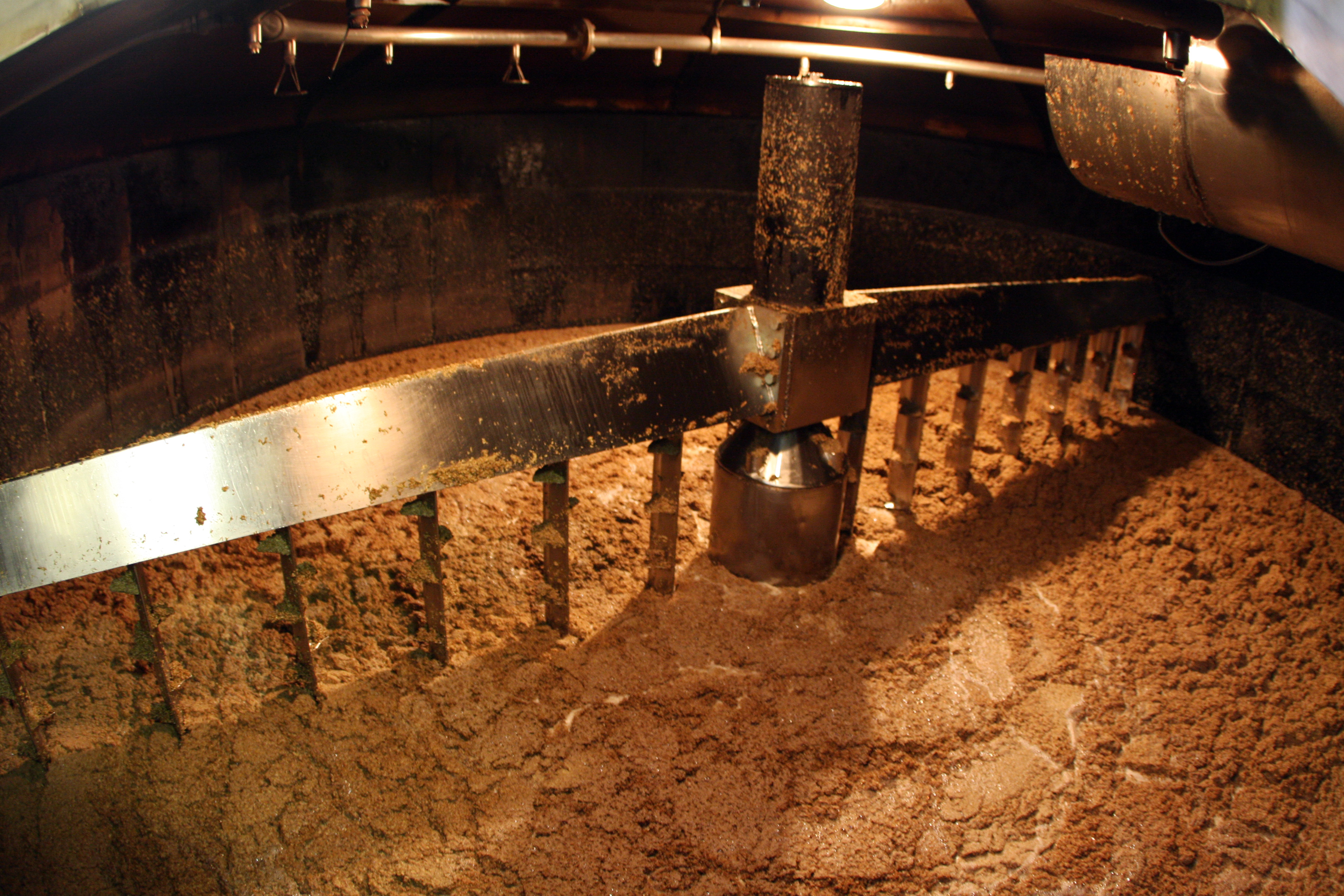
Mäsk till whisky.

Mäsk är en simmig mellanprodukt vid tillverkning av öl och brännvin. Mäsken är en blandning (tyska: Maische) av krossad malt och vatten i vilken – under mäskningen – stärkelse omvandlas till jäsningsbart socker. Processen ger efter avsilning en fast foderråvara, drav, och den jäsbara delprodukten vört för fortsatt beredning. Mäsk tillverkad i syfte att dricka sig berusad på kallas bultöl.

## Mäskning
I industriell skala blandas maltkrosset med cirka 50 °C varmt vatten i en mäskpanna. Temperaturen höjs gradvis under ett par timmar till 80 °C. Därvid löser sig maltens stärkelse och olika verksamma maltenzymer i vattnet, så att en omvandling till maltsocker kan äga rum.

## Svensk lagstiftning
Med alkoholdryck avses en dryck med en alkoholhalt som överstiger 2,25 volymprocent. Alkoholdrycker delas in i spritdrycker, öl, vin och andra jästa alkoholdrycker. Spritdrycker får tillverkas endast av den som har godkänts som upplagshavare för sådana varor. Öl, vin och andra jästa alkoholdrycker får lov att tillverkas för privat bruk helt utan tillstånd. Kryddning av spritdryck för servering som snaps i egen serveringsrörelse är inte att anse som tillverkning av sprit.
Det har innan år 2011 varit tydligt olagligt att bereda mäsk i uppenbart syfte att olovligen tillverka sprit eller spritdrycker. Denna bestämmelse finns inte längre kvar i den nya alkohollagen.